# 陳振雄
陳振雄（1944年1月6日—2006年），中華民國（台灣）政治人物，彰化縣人。曾代表中國國民黨當選為第九、十屆台灣省議會議員，凍省後當選為第四屆立法委員。2001年立法委員選舉競選連任時失利。